# Bad Breisig
Bad Breisig je lázeňské město v německé spolkové zemi Porýní-Falc, v zemském okrese Ahrweiler. Leží ma řece Rýn. V 2014 zde žilo 9 066 obyvatel.

## Poloha města
Sousední obce jsou: Bad Hönningen, Brohl-Lützing, Gönnersdorf, Leubsdorf, Rheinbrohl, Sinzig a Waldorf.